# 1991 AD
1991 AD är en asteroid i huvudbältet som upptäcktes den 8 januari 1991 av de japanska astronomerna Yoshio Kushida och Osamu Muramatsu vid Yatsugatake-Kobuchizawa-observatoriet.
Asteroiden har en diameter på ungefär 7 kilometer.